# جون روبرتسون (ملحن)
جون روبرتسون (بالإنجليزية: John Robertson)‏ هو ملحن نيوزلندي، ولد في 21 أكتوبر 1943 في أوكلاند في نيوزيلندا.

## روابط خارجية
- جون روبرتسون على موقع IMDb (الإنجليزية)